# István Mészáros (Philosoph)
István Mészáros (* 19. Dezember 1930 in Budapest, Königreich Ungarn; † 1. Oktober 2017 in London, England) war ein politischer Philosoph.

## Leben
István Mészáros studierte Philosophie bei Georg Lukács. Im Jahr 1949 drohte ihm zwischenzeitlich die Exmatrikulation, nachdem er Lukacs öffentlich gegen Angriffe aus der Ungarischen Kommunistischen Partei verteidigt hatte. Nach dem Sturz der Ungarischen Regierung durch die UdSSR 1956 musste Mészáros Ungarn verlassen. Mészáros hatte sich stets für eine sozialistische Transformation der Gesellschaft, aber gegen eine sowjetische bürokratische Diktatur eingesetzt.
Zunächst unterrichtete er an der Universität von Turin. 1959 zog er nach England, wo er Stellungen am Bedford College der Universität London, der Universität St. Andrews in Schottland, und schließlich an der University of Sussex innehatte. Von 1972 bis 1977 war er Professor für Philosophie an der York University in Kanada und kehrte dann nach Sussex zurück. Dort hatte er 15 Jahre lang den Lehrstuhl für Philosophie inne.

## Werke

### Schriften
- Attila Jozsef e l'arte moderna, 1964
- Marx's Theory of Alienation, Merlin Press, 1970, und Harper Torch, USA
  - Der Entfremdungsbegriff bei Marx, aus dem Englischen von Wilhelm Höck, List, München 1973, ISBN 3-471-61607-1, (Taschenbücher der Wissenschaft Band 1607, Entwicklungsaspekte der Industriegesellschaft)
- The Necessity Of Social Control, Isaac Deutscher Memorial Lecture, 1971
- Lukacs' Concept of Dialectic, 1972
- “From 'The Legend of Truth' to a 'True Legend': Phases of Satre's Development”, Telos 25, Telos Press, New-York Herbst 1975
- Neo-colonial Identity and Counter-consciousness: Essays in Cultural Decolonisation, mit Renato Constantino, 1978
- The Work of Sartre: Search for Freedom, Harvest Press, 1979
- Philosophy, Ideology and the Social Sciences: Essays in Negotaition and Affirmation, Harvester Press, 1986
- The Power of Ideology, (1 1989), Zed Books, London 2005, ISBN 978-1-84277-315-4
  - Verlagsmitteilung
- Beyond Capital, Merlin Press, London und Monthly Review Press, New York 1995
- Socialism Or Barbarism: Alternative To Capital's Social Order: From The American Century To The Crossroads, 2001
- The Challenge and Burden of Historical Time: Socialism in the Twenty-First Century, 2008
- Historical Actuality Of The Socialist Offensive, 2009
- The Structural Crisis of Capital, 2009
- Social Structure and Forms of Consciousness, Volume I: The Social Determination of Method, 2010
- Social Structure and Forms of Consciousness, Volume II: The Dialectic of Structure and History, 2011

### Als Herausgeber
- Aspects of History and Class Consciousness, 1971 
  - Aspekte von Geschichte und Klassenbewusstsein, aus dem Englischen von Wilhelm Höck, List, München 1972, ISBN 3-471-61604-7 (Taschenbücher der Wissenschaft, Band 1604, Entwicklungsaspekte der Industriegesellschaft)